# M256A1
M256A1とはアメリカ軍を初めNATO軍や自衛隊でも採用している西側標準の化学兵器検知キット（CHEMICAL AGENT DETECTOR KIT）である。
G剤(サリン、タブン、ソマン)、V剤(VXガス)、びらん剤（マスタードガス）を検知することができる。日本で地下鉄サリン事件の時に使用された。キットにはM8検知紙が入っており、サリンなどの神経ガスに検知紙が触れると薄茶色の紙が黄土色に変化する。
メーカー発表によると、地下鉄サリン事件が唯一の実戦で検知した事例であるとされる。
民間でも300ドル弱で購入することができる。

## スペック
- 高さ7インチ、幅5インチ、奥行き3インチの対衝撃プラスチック製キャリングケース
- 重量：1.2ポンド
- 使用可能温度：華氏マイナス25度（摂氏-32度）から華氏120度（摂氏49度）
- 操作人員：1名

## 内容物
- 蒸気採取器(Vapor-Samplers)12個
- ABC-M8 化学兵器検知紙（Chemical Agent Detector Paper）1冊25枚入り
- 操作説明カード(Operational Instructional Cards)